# شیماکو ساتو
شیماکو ساتو (انگلیسی: Shimako Satō؛ زادهٔ ۱۹۶۴) فیلم‌نامه‌نویس، کارگردان فیلم اهل ژاپن است.